# Simmering

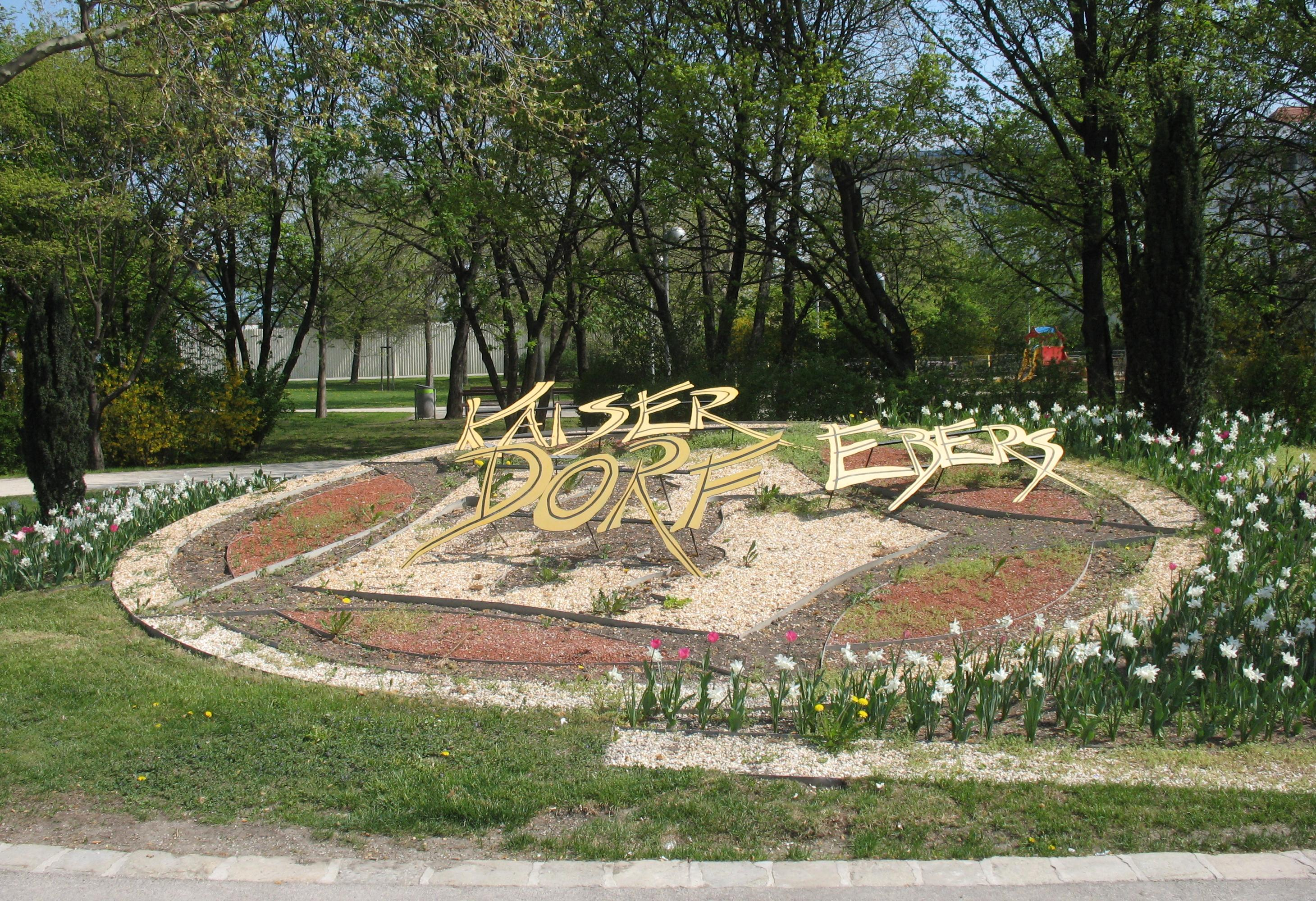
Kaiserebersdorf.

Simmering és l'onzè districte de Viena, Àustria, situat a la zona sud de la ciutat.
A l'est està delimitat pel Danubi i pel Donaukanal (canal del Danubi), i a l'oest per les vies del ferrocarril. El punt més baix de tota Viena es troba en aquest districte, que acull diversos cementeris, entre ells el cementiri central de la ciutat (Zentralfriedhof).

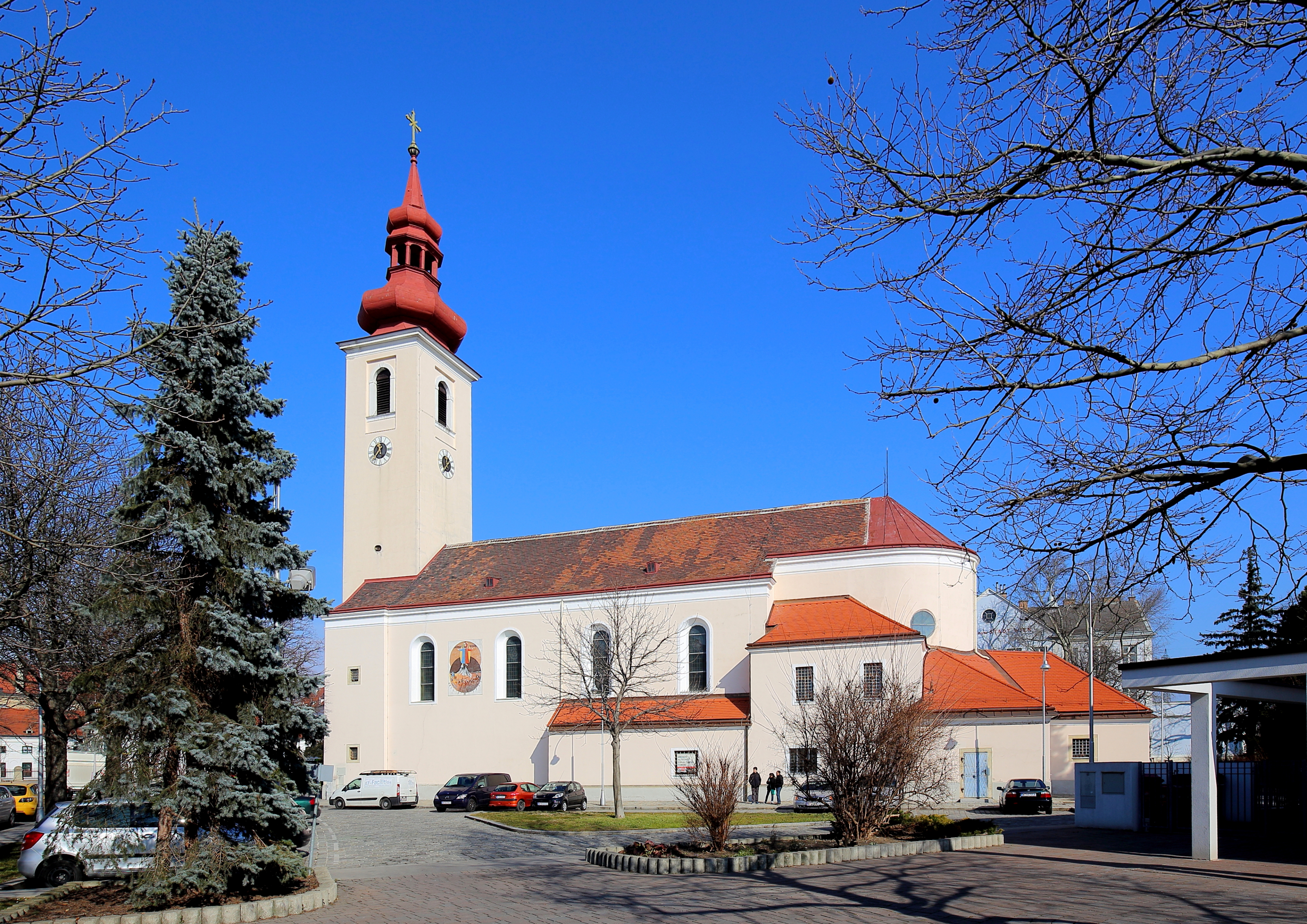
Església dels sants Pere i Pau.

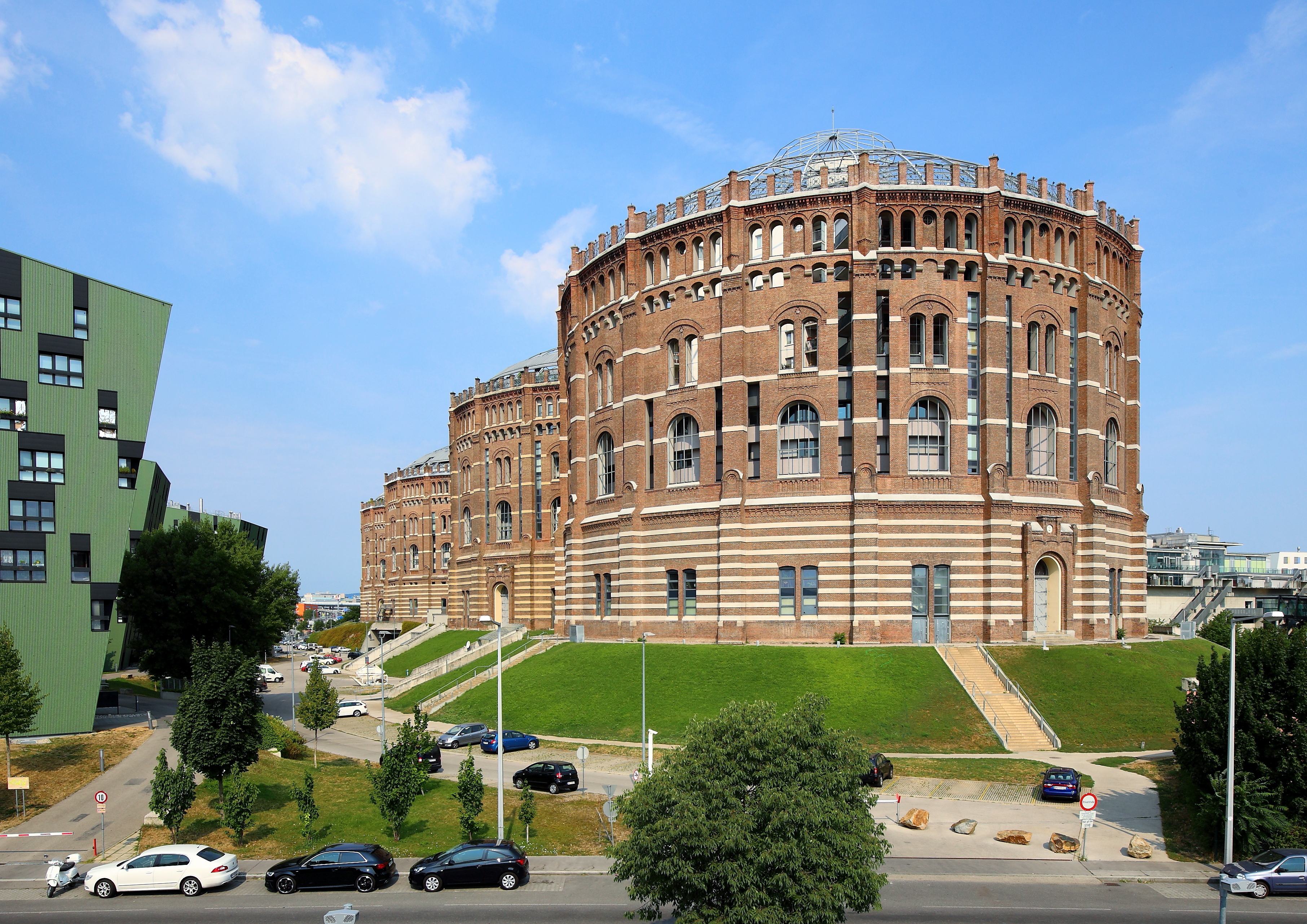
Gasòmetre «C», ara transformat en complex residencial.